# Геретсрід
Геретсрід (нім. Geretsried) — місто Німеччини, у землі Баварія. Підпорядковується адміністративному округу Верхня Баварія. Входить до складу району Бад-Тельц-Вольфратсгаузен.

## Географія
Геретсрід розташоване у регіоні Баварський Оберланд, за 35 кілометрів на південь від Мюнхена, столиці Баварії, та за 10 км на схід від озера Штарнбергер-Зее.
Площа — 24,65 км2. 

## Клімат
| Кліматограма Геретсріда | Кліматограма Геретсріда | Кліматограма Геретсріда | Кліматограма Геретсріда | Кліматограма Геретсріда | Кліматограма Геретсріда | Кліматограма Геретсріда | Кліматограма Геретсріда | Кліматограма Геретсріда | Кліматограма Геретсріда | Кліматограма Геретсріда | Кліматограма Геретсріда |
| --- | ----------------------- | ----------------------- | ----------------------- | ----------------------- | ----------------------- | ----------------------- | ----------------------- | ----------------------- | ----------------------- | ----------------------- | ----------------------- |
| С | Л                       | Б                       | К                       | Т                       | Ч                       | Л                       | С                       | В                       | Ж                       | Л                       | Г                       |
| 92 3 −5 | 85 4 −5                 | 113 9 −1                | 118 13 3                | 181 17 8                | 192 21 12               | 189 22 13               | 175 22 13               | 138 18 9                | 101 14 5                | 98 8 1                  | 99 4 −3                 |
| Середня макс. і мін. температури повітря (°C) Атмосферні опади (мм), за рік : 1581 мм. Джерело: «Climate-Data.org» (англ.) |                         |                         |                         |                         |                         |                         |                         |                         |                         |                         |                         |

## Історія
Перша письмова згадка про Геретсрід датована 1083 роком. Сучасний топонім Геретсрід використовується з 1736 року.
16 березня 1266 року Геретсрід отримало міські права.

## Населення
Чисельність населення, станом на 31 грудня 2023 року, налічує 25 863 особи.

## Галерея

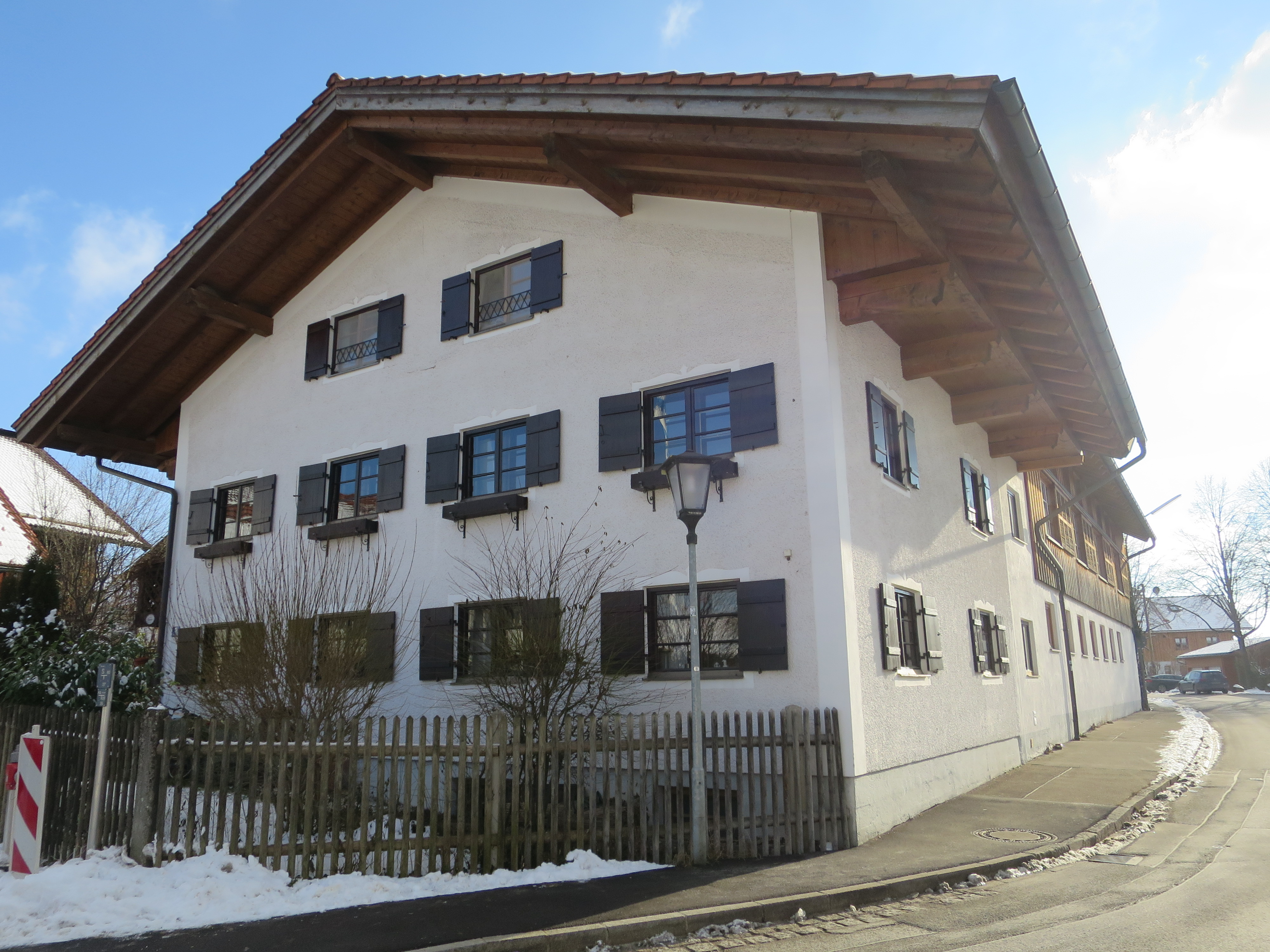
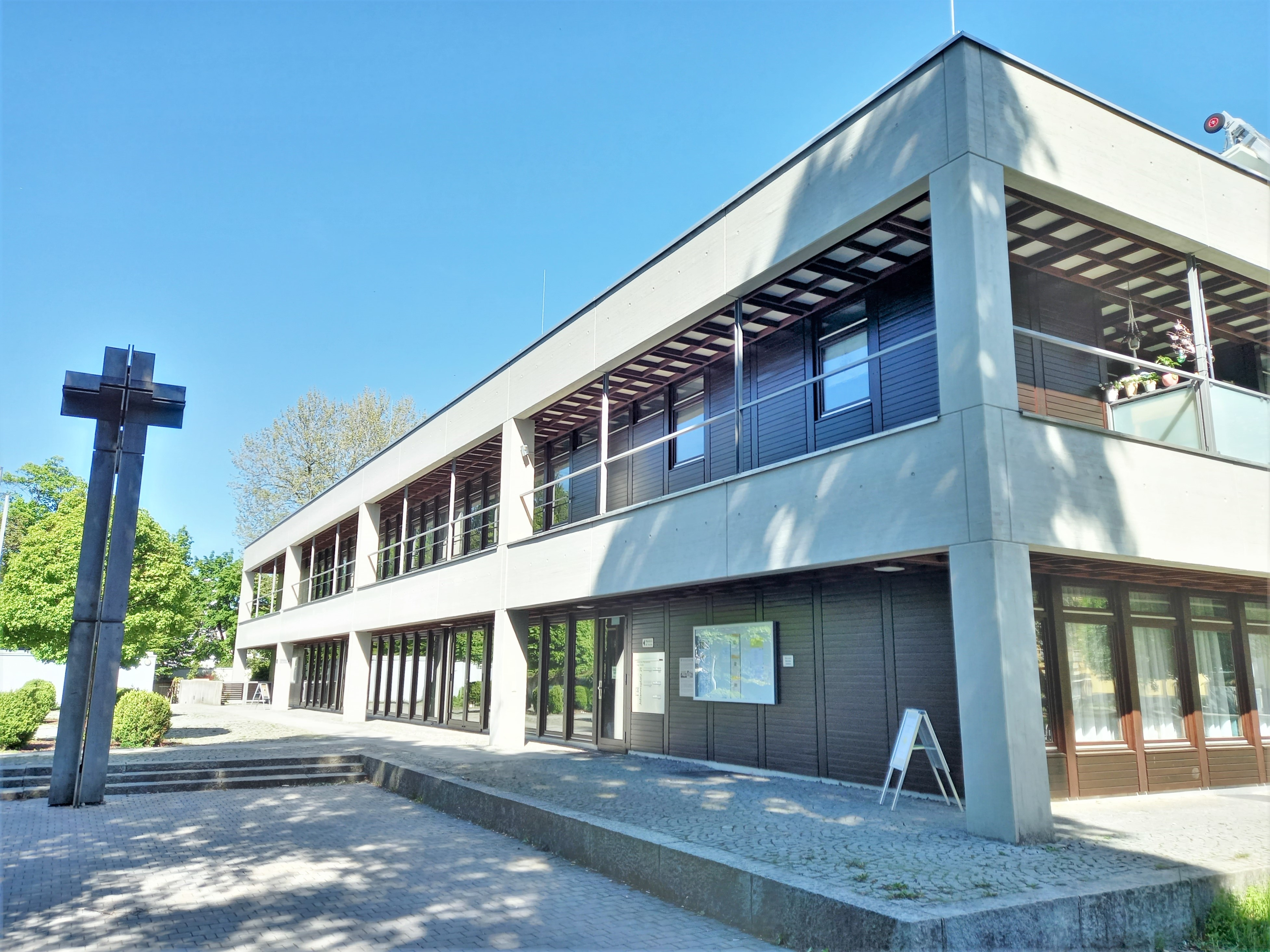
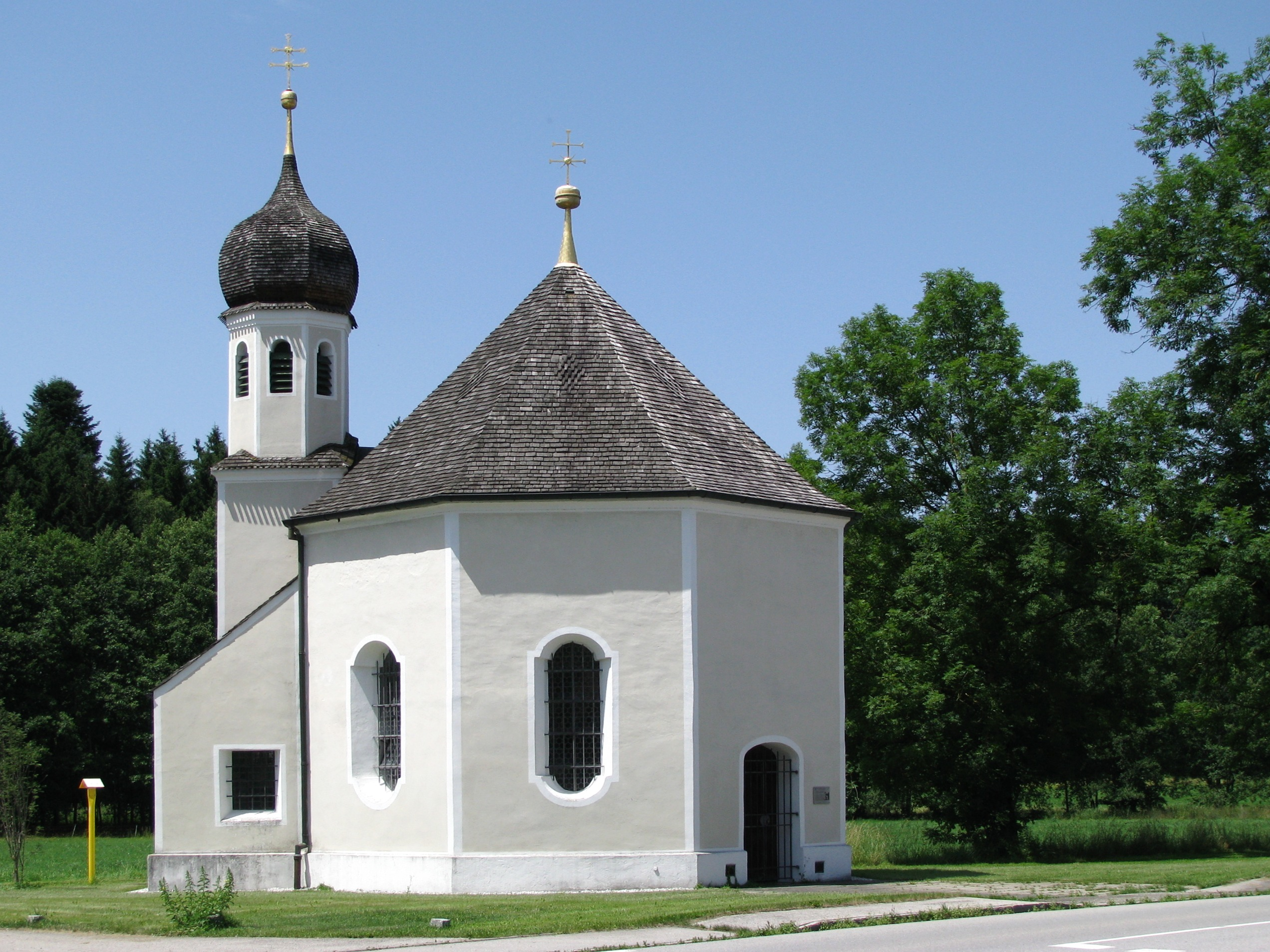
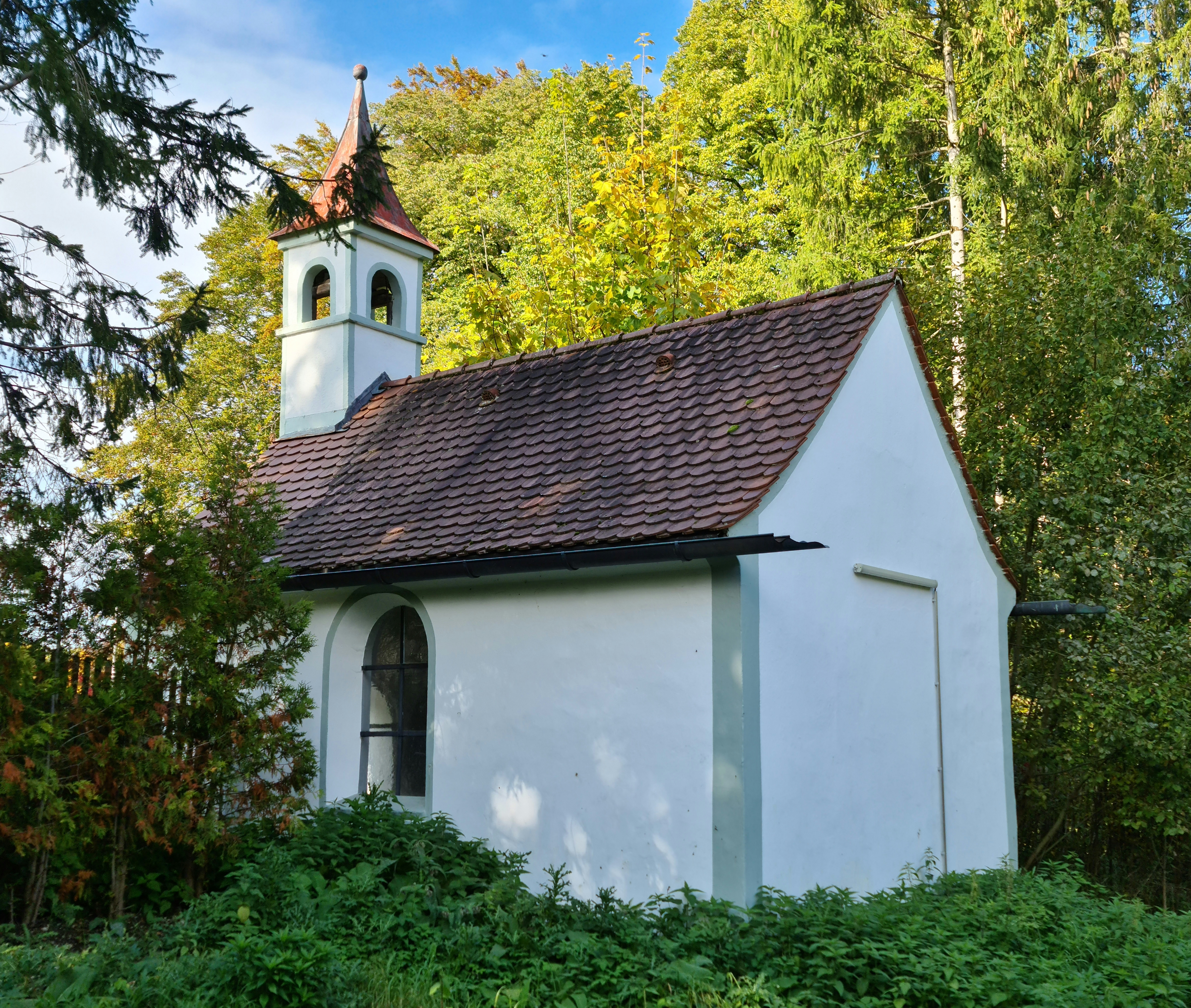